# Infinite Arms
| Críticas profissionais | Críticas profissionais |
| Avaliações da crítica  | Avaliações da crítica  |
| Fonte                  | Avaliação              |
| ---------------------- | ---------------------- |
| allmusic               | link                   |
| Pitchfork Media        | link                   |
| Sputnikmusic           | link                   |
| Spin                   | link                   |

Infinite Arms é o terceiro álbum de estúdio da banda Band of Horses, lançado em 18 de maio de 2010.
O álbum foi nomeado para o Grammy Award na categoria "Best Alternative Album".

## Faixas
Todas as faixas por Ben Bridwell, exceto onde anotado.
1. "Factory" — 4:35
2. "Compliments" — 3:28
3. "Laredo" — 3:12
4. "Blue Beard" (Band of Horses) — 3:22
5. "On My Way Back Home" — 3:31
6. "Infinite Arms" — 4:08
7. "Dilly" (Bridwell, Tyler Ramsey) — 3:31
8. "Evening Kitchen" (Ramsey) — 3:57
9. "Older" (Ryan Monroe) — 3:28
10. "For Annabelle" (Bridwell, Ramsey) — 3:06
11. "NW Apt." — 3:01
12. "Neighbor" — 5:58

## Desempenho nas paradas musicais
| Parada musical (2010)                               | Posição |
| --------------------------------------------------- | ------- |
| Estados Unidos - Top Modern Rock/Alternative Albums | 2       |
| Estados Unidos - Top Rock Albums                    | 2       |
| Estados Unidos - Billboard 200                      | 7       |

## Créditos
- Benjamin Bridwell — Vocal, guitarra, bateria
- Creighton Barret — Bateria, percussão
- Ryan Monroe — Teclados, vocal, percussão, guitarra
- Bill Reynolds — Baixo, pandeireta, guitarra, percussão
- Tyler Ramsey — Guitarra, vocal, percussão, teclados, piano

Músicos convidados
- Jay Widenhouse — Trompete em "Factory"
- Dylan Huber — Trompete nº 2 em "Factory"
- Dave Wilkens — Trombone em "Factory"
- Clint Fore — Tuba em "Factory"
- Lauren Brown — Cordas em "Factory"